# Saint-Christophe-sur-Avre
Saint-Christophe-sur-Avre – miejscowość i gmina we Francji, w regionie Normandia, w departamencie Eure.
Według danych na rok 1990 gminę zamieszkiwały 152 osoby, a gęstość zaludnienia wynosiła 14 osób/km² (wśród 1421 gmin Górnej Normandii Saint-Christophe-sur-Avre plasuje się na 747. miejscu pod względem liczby ludności, natomiast pod względem powierzchni na miejscu 302.).